# Conseil européen des 24 et 25 juin 2021
Les échanges des dirigeants de l'Union européenne réunis lors du Conseil européen des 24 et 25 juin 2021 ont porté en priorité sur la pandémie de Covid-19, la relance économique, la politique migratoire et les relations avec la Russie et la Turquie.
Les Vingt-Sept n'ont pu se mettre d'accord sur la proposition formulée par Angela Merkel et Emmanuel Macron d'organiser un sommet entre la Russie et l'Union européenne afin de nouer un « dialogue exigeant ».
En marge des sujets à l'ordre du jour, la plupart des dirigeants européens ont vivement critiqué Viktor Orbán, le Premier ministre de Hongrie, pour une loi jugée discriminante envers la communauté LGBT.
Durant leur réunion, les dirigeants ont eu un échange de vues avec le secrétaire général de l'Organisation des Nations unies, António Guterres.

## Conclusions du Conseil
Les Conclusions du Conseil européen, 24 et 25 juin 2021 portent sur la pandémie de Covid-19, la relance économique, les migrations, la Turquie, la Libye, la Russie, la Biélorussie, le Sahel, l'Éthiopie et la cybersécurité,.

### Politique migratoire
Bien que les flux migratoires demeurent à des niveaux bas comparés aux années précédentes, des évènements récents comme l'incendie du camp de Mória ou l'afflux de migrants en provenance du Maroc aux abords de l'enclave espagnole de Ceuta, conduisent les dirigeants européens à remettre au premier plan ce sujet politiquement très sensible, sur lequel les Vingt-Sept demeurent divisés.
La proposition d’un Pacte global pour la migration présentée par la Commission européenne en septembre 2020 reste bloquée, même si les Vingt-sept se sont mis d’accord sur certains aspects du projet, comme l’Agence européenne sur l’asile.
Les Conclusions rappellent « que les partenariats et la coopération avec les pays d'origine et de transit, qui sont avantageux pour toutes les parties, [doivent être] intensifiés, en tant que partie intégrante de l'action extérieure de l'UE, afin d'éviter des pertes de vies humaines et de réduire la pression sur les frontières européennes »,.

### Relations avec la Russie
Les Vingt-Sept n'ont pu se mettre d'accord sur la proposition formulée par Angela Merkel et Emmanuel Macron d'organiser un sommet entre la Russie et l'Union européenne afin de nouer un « dialogue exigeant ». Faute de consensus, les Conclusions réaffirment « que l'Union européenne est ouverte à un dialogue sélectif avec la Russie dans des domaines qui présentent de l'intérêt pour l'UE ».
Les échanges ont eu lieu sur la base d'une Communication relative aux relations Russie-UE préparée conjointement par la Commission et le Haut représentant, Josep Borrell, et rendue publique le 16 juin 2021. Cette communication passe en revue l'état d'avancement des cinq principes régissant les relations de l'Union avec la Russie, définis en 2016, à savoir :
- la mise en œuvre intégrale des accords de Minsk relatifs à l'Ukraine ;
- des relations renforcées avec les partenaires orientaux et d'autres voisins de l'Union ;
- le renforcement de la résilience de l'Union ;
- une coopération sélective avec la Russie sur des questions présentant un intérêt pour l'Union ;
- des contacts interpersonnels et un soutien à la société civile russe.

Les Conclusions confirment l'adhésion à ces cinq principes et réitèrent les positions précédemment adoptées par le Conseil européen, notamment lors du Conseil européen extraordinaire des 24 et 25 mai 2021. Les dirigeants européens attendent « des dirigeants russes qu'ils se montrent plus constructifs dans le dialogue et l'engagement politique et qu'ils cessent leurs actions à l'encontre de l'UE et de ses États membres, ainsi que de pays tiers ».
Le ministère russe des Affaires étrangères rejette les critiques formulées par l'UE à l'encontre de la Russie, qualifiées de rhétorique de la guerre froide. En particulier, concernant l'Ukraine et « la réunification de la Crimée avec la Russie », pour la porte-parole du ministère la situation actuelle résulte « de l'imposition de la politique de « Partenariat oriental » de l'UE mettant les pays du voisinage commun devant un choix artificiel entre la Russie et l'UE, ainsi que du soutien direct au coup d’État anticonstitutionnel à Kiev en février 2014 ».

### Relations avec la Turquie
Le Conseil européen se tient dans une période de désescalade des tensions avec la Turquie, sans pour autant que les sujets de discorde aient été réglés : partition de Chypre, contentieux gréco-turc en mer Égée, droits de l'homme en Turquie. Dans ce contexte, les Conclusions rappellent « que l'UE est prête à entretenir le dialogue avec la Turquie de manière progressive, proportionnée et réversible dans le but de renforcer la coopération dans un certain nombre de domaines d'intérêt commun, sous réserve des conditions établies en mars [2021] et dans de précédentes conclusions du Conseil européen ».
Les dirigeants européens s'accordent sur les actions suivantes :
- Lancement des travaux préparatoires à la modernisation de l'accord d'union douanière entre l'Union européenne et la Turquie ;
- Demande faite à la Commission de présenter « des propositions formelles relatives à la poursuite des financements en faveur des réfugiés syriens et des communautés d'accueil en Turquie, en Jordanie, au Liban et dans d'autres parties de la région, conformément à la déclaration des membres du Conseil européen de mars 2021 et dans le cadre de la politique migratoire globale de l'UE » dans l'objectif notamment du renouvellement de l'accord sur l'immigration entre la Turquie et l'Union européenne de 2016[4].

## Sources

#### Documents de l'UE
- « Conseil européen, 24-25 juin 2021 », sur Consilium, 25 juin 2021.
- « Conclusions du Conseil européen, 24 et 25 juin 2021 », sur Consilium, 25 juin 2021 (consulté le 25 juin 2021).
- « Relations UE-Russie: la Commission et le haut représentant proposent la voie à suivre », sur Commission européenne, 16 juin 2021 (consulté le 26 juin 2021).

#### Articles et autres documents
- « L'Union européenne demande à Erdogan de lever les derniers obstacles pour renouer avec Ankara », Le Figaro,‎ 24 juin 2021 (lire en ligne).
- Alexis Feertchak, « Loi contre la promotion de l'homosexualité : l'Union européenne peut-elle sanctionner la Hongrie ? », Le Figaro,‎ 25 juin 2021 (lire en ligne).
- Jean-Pierre Stroobants, « Les Vingt-Sept se divisent sur l’idée d’un sommet avec Poutine », Le Monde,‎ 25 juin 2021 (lire en ligne).
- Virginie Malingre et Jean-Pierre Stroobants, « Tollé au Conseil européen contre Orban et la loi « homophobe » adoptée en Hongrie », Le Monde,‎ 25 juin 2021 (lire en ligne).
- Virginie Malingre et Jean-Pierre Stroobants, « La question migratoire revient au Conseil européen », Le monde,‎ 24 juin 2021 (lire en ligne).
- Jean-Pierre Stroobants, « Face aux migrations, les limites et les dérives de l’Europe-forteresse », Le Monde,‎ 31 mai 2021 (lire en ligne).
- Anne Rovan, « L’Europe sceptique face au ton conciliant d’Erdogan », Le Figaro,‎ 24 juin 2021 (lire en ligne).
- Jean-Baptiste François, « Conseil européen : faut-il organiser un sommet UE-Russie ? », La Croix,‎ 24 juin 2021 (lire en ligne).
- « Conférence de presse de Maria Zakharova, porte-parole du ministère des Affaires étrangères de la fédération de Russie, Moscou, 17 juin 2021 », sur ministère des Affaires étrangères de la fédération de Russie, 17 juin 2021 (consulté le 26 juin 2021).

## Compléments